# Kozioł śnieżny
Kozioł śnieżny (Oreamnos americanus), niekiedy nazywany kozą śnieżną – gatunek dużego ssaka z rodziny wołowatych (Bovidae), jedyny przedstawiciel rodzaju Oreamnos Rafinesque, 1817, spokrewniony z kozicą. Zamieszkuje górskie tereny w Ameryce Północnej od Alaski i Jukonu po Montanę i Oregon. Wprowadzany jest obecnie na teren Kolorado, Dakoty Południowej oraz północnej i południowej Alaski.
WyglądFutro z długim włosem, wzdłuż grzbietu tworzące puszystą grzywę. W okresie zimowym znacznie gęstnieje. Ubarwienie w kolorze białym lub żółtobiałym. Rogi kształtu stożkowatego, czarne, lekko zakrzywione do tyłu o długości do 25 cm. Występują u obojga płci. Racice posiadają twarde brzegi, które ułatwiają wspinanie się po skałach.
WymiaryDługość tułowia wraz z głową – 1,3-1,6 metra. Wysokość w kłębie 90-120 cm. Ogon do 20 cm. Samce są o 10 do 30% większe od samic. Długość życia do 18 lat.
Masa ciała75-140 kg
PokarmOdżywia się pędami, trawami, porostami krzewów i drzew, w okresie zimy za pożywieniem schodzi w niższe partie gór.
CiążaOkres godowy przebiega w listopadzie. Ciąża trwa 186 dni. Młode 1 lub dwie sztuki, już po pół godzinie są aktywne, z matką przebywają do końca lata.